# SN 2011cy
SN 2011cy – supernowa typu Ia odkryta 7 maja 2011 roku w galaktyce A145837+0220. W momencie odkrycia miała maksymalną jasność 20,00m.